# Slash (fanfiction)

El símbolo de la barra, utilizado para separar los dos nombres de un emparejamiento romántico, de donde deriva el nombre la ficción slash.

La ficción slash (también conocida como «slash m/m» o slashfic) es un género de fanfiction que se centra en relaciones románticas o sexuales entre personajes ficticios del mismo sexo. Aunque el término «slash» originalmente se refería solo a historias en las que personajes masculinos participaban en una relación sexual explícita como elemento principal de la trama, ahora también se usa para cualquier historia hecha por fans que contenga un emparejamiento romántico entre personajes del mismo sexo. Muchos fans distinguen el slash con personajes femeninos como un género separado, comúnmente referido como femslash (también conocido como «slash f/f» o «femmeslash»).
Estas historias escritas por fans no suelen ser aceptadas en el canon de una obra, y los personajes generalmente no están involucrados en tales relaciones en sus respectivos universos ficticios.

## Historia
Se cree comúnmente que la ficción slash se originó a finales de la década de 1960 dentro del fandom de fanfiction de Star Trek: la serie original, comenzando con historias de «Kirk/Spock» generalmente escritas por mujeres fans de la serie y distribuidas de manera privada entre amigas.
El nombre proviene del uso del símbolo de la barra (/) en menciones a finales de los años 70 de K/S (por «Kirk/Spock», que significa historias donde Kirk y Spock tenían una relación romántica [y a menudo sexual]), en contraste con el ampersand (&) usado convencionalmente para la ficción de amistad K&S o Kirk y Spock. Durante un tiempo, «slash» y «K/S» se usaron indistintamente. El slash luego se extendió a otros grupos de fans, primero a Starsky y Hutch, Los corsarios de Blake y Los profesionales, y luego a muchos otros, eventualmente creando un fandom basado en el concepto del slash. Muchas de las primeras historias slash se basaban en un emparejamiento de dos amigos cercanos, una «díada heroica» u «OTP» (del inglés One True Pairing, 'Una Pareja Verdadera'), como Kirk/Spock o Starsky/Hutch; por el contrario, un emparejamiento clásico entre opuestos fue el de Blake/Avon de Los corsarios de Blake.
Las primeras historias K/S no fueron aceptadas de inmediato por todos los fans de Star Trek. Más tarde, autoras como Joanna Russ estudiaron y reseñaron el fenómeno en ensayos y le dieron al género cierta respetabilidad académica. La mayor tolerancia y aceptación posterior de la homosexualidad y la creciente frustración con la representación de las relaciones homosexuales en los medios tradicionales alimentaron un deseo creciente en las autoras de explorar los temas en sus propios términos, utilizando personajes establecidos de medios audiovisuales. La ficción slash de Star Trek siguió siendo importante para los fans, mientras que nueva ficción slash surgió alrededor de otros programas de televisión, películas y libros con raíces en la ciencia ficción o la aventura.
Los primeros fans del slash en Inglaterra temían ser arrestados, ya que el slash violaba las leyes de obscenidad de la época.